# 地面采样距离
地面采样距离（Ground sample distance，简称GSD）也称地面采样间隔，在摄影测量与遥感中，指数字影像中用地面距离单位表示的像素大小，单位为米/像素。地面采样距离是衡量影像分辨率的重要指标。